# Alienware

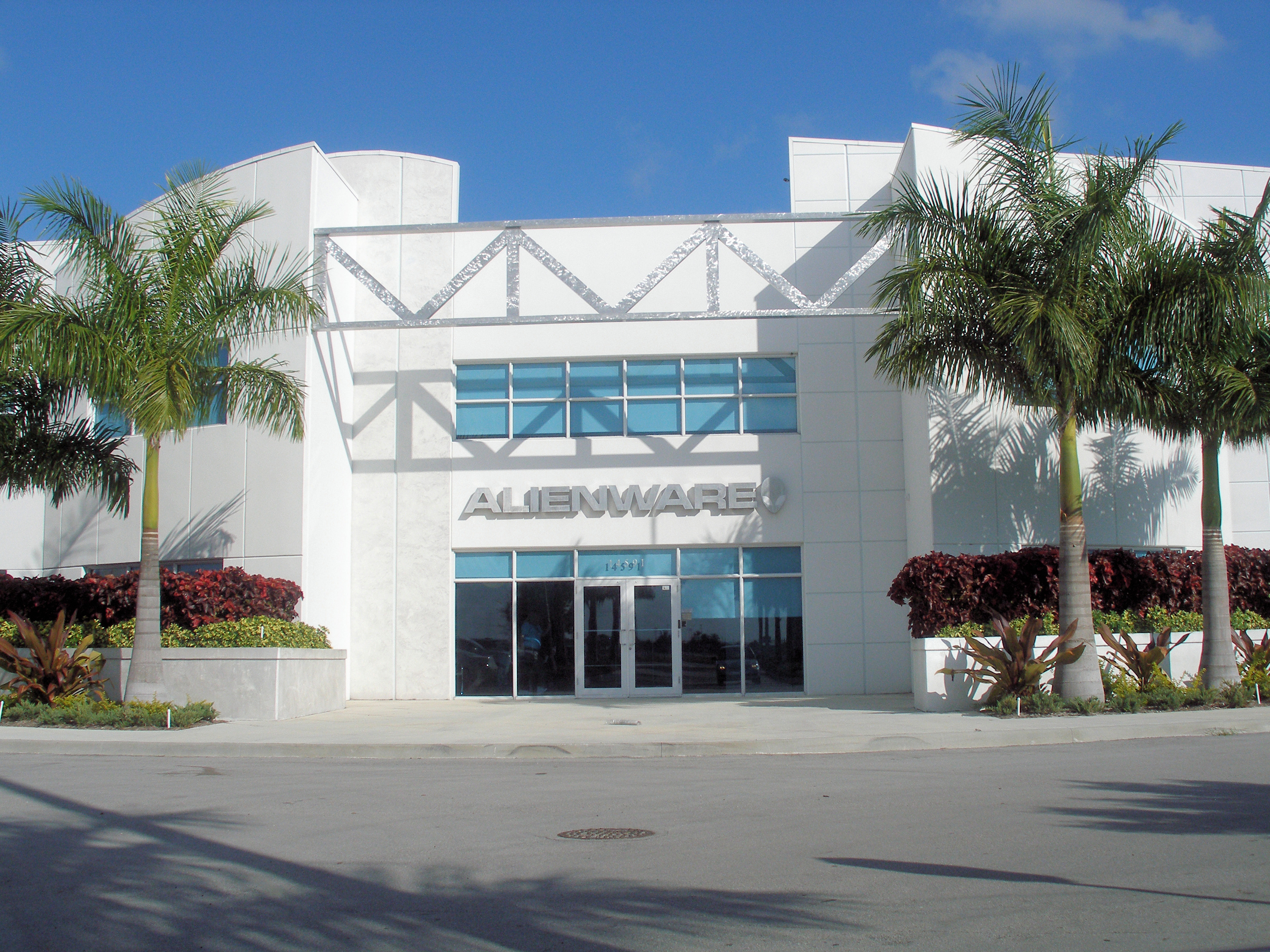
Hauptsitz in Miami (2008)

Alienware Limited ist ein zu Dell gehörender US-amerikanischer Hersteller von PC-Systemen und -Zubehör, das speziell auf die Bedürfnisse von Computerspiel-Konsumenten und deren Hardwareanforderungen zugeschnitten ist.

## Geschichte
Alienware wurde 1996 von Nelson Gonzalez und Alex Aguila in den Vereinigten Staaten gegründet. Die Firmenzentrale befindet sich in Miami (USA) und der europäische Sitz in Irland. Von Beginn an konzentrierte sich Alienware auf Gaming-Geräte und war in diesem Bereich trotz der hohen Preise äußerst beliebt. Am 23. März 2006 wurde bekannt, dass Alienware von Dell übernommen wurde, aber weiterhin unter eigenem Namen auftreten soll. Seitdem stellt Alienware Dells Premiummarke für Gaming-Produkte dar, wobei Dell unter ihrer G-Serie auch Gaming-Produkte im unteren bis mittleren Preissegment anbietet.

## Produkte
Die Produkte von Alienware sind an einem stilisierten Alien-Kopf zu erkennen.
Alienware sieht sich als Qualitätsanbieter, betreibt eine Hochpreispolitik und verbaut in ihren Systemen größtenteils Komponenten namhafter Hersteller oder aus eigener Produktion. Viele kritisieren das Preis-Leistungs-Verhältnis, da vergleichbare PCs bei anderen Händlern (abgesehen von Alienwares proprietären Gehäusen) zu weitaus günstigeren Preisen erhältlich sind.
Alienware hat sich durch sorgfältige Verarbeitung das Image eines Nobel-PC-Händlers aufgebaut. Die PCs konnten bis Dezember 2009 ausschließlich über die Websites von Dell oder Alienware erworben werden, bis 2009 ein Alienware-PC bei MediaMarkt angeboten wurde. Außer Hochleistungs-Spiele-PCs werden auch Mediacenter-PCs und Gaming-Notebooks sowie -Monitore und -Peripheriegeräte wie -Tastaturen, -Mäuse und -Headsets im Produktsortiment geführt.
Seit dem Kauf durch Dell gibt es neue Gehäuse, eines für MicroATX und eins für ATX. Es ist das erste Mal, dass die Gehäuse der Computer-Serien Aurora und Area 51 voneinander abweichen.